# 후아다노사우루스
후아다노사우루스 또는 화다노사우루스(학명: Huadanosaurus sinensis 후아다노사우루스 시넨시스[*])는 중국의 백악기 초기 이셴층에서 발굴된 시노사우롭테릭스과에 속하는 수각류 공룡이다. 단계통군으로 후아다노사우루스속의 유일한 종이며 이 동물의 화석 표본은 깃털 구조를 거의 온존한 골격화석으로 알려져 있다.

## 발견과 명명
IVPP V14202 모식표본은 중국 랴오닝성 링위안에 있는 이셴층(다왕장쯔층)의 노두에서 발견되었다. 표본은 판 위에 발과 꼬리 끝이 없는 것을 제외하고 거의 완전한 보존 상태의 골격으로 구성되어 있다. 꼬리 주변에는 실 모양의 피부가 보존되어 있다. 이 표본은 기재 이전에는 근연속인 시노사우롭테릭스속에 속했다.
2025년, Qiu et al.은 후아다노사우루스를 화석 흔적에 바탕을 두어 시노사우롭테릭스과 수각류의 새로운 속 및 종으로 기재하였다. 속명 '후아다노사우루스'는 '기관 또는 위인의 생일'을 가리키는 중국어 '화단'과 고대 그리스어로 '도마뱀'을 뜻하는 "σαῦρος" (sauros)의 조어이다. 이는 중국과학원(CASAD) 학술부 설립 70주년을 기념하자는 뜻에서 붙인 것이다. The 종소명 '시넨시스'는 라틴어로 '중국'을 뜻하는 "sina"에서 유래하였다.

## 특징
Qiu et al. (2025)는 융합되지 않은 추체중심의 봉합선과 흉터가 있는 뼈 표면을 바탕으로 후아다노사우루스 모식표본을 미성숙한 개체로 추정 확인을 했다. 또한 길이가 10.1cm인 두개골은 몸 전체 중 나머지 부분에 비해 상당히 크다.
머리뼈, 이빨, 장골의 여러 해부 특징을 보존하고 있으며, 이는 티라노사우루스상과와 유사하다. 이 중 일부는 후아다노사우루스가가 다른 콤프소그나투스를 닮은 근연종들보다 강한 턱힘을 가졌을 것으로 보고 있다. 그러나 Qiu 등은 이러한 특징들이 이 계통 내에 위치했음을 나타내기보다는 그 게통에 수렴하는 것으로 해석한다.

### 체색

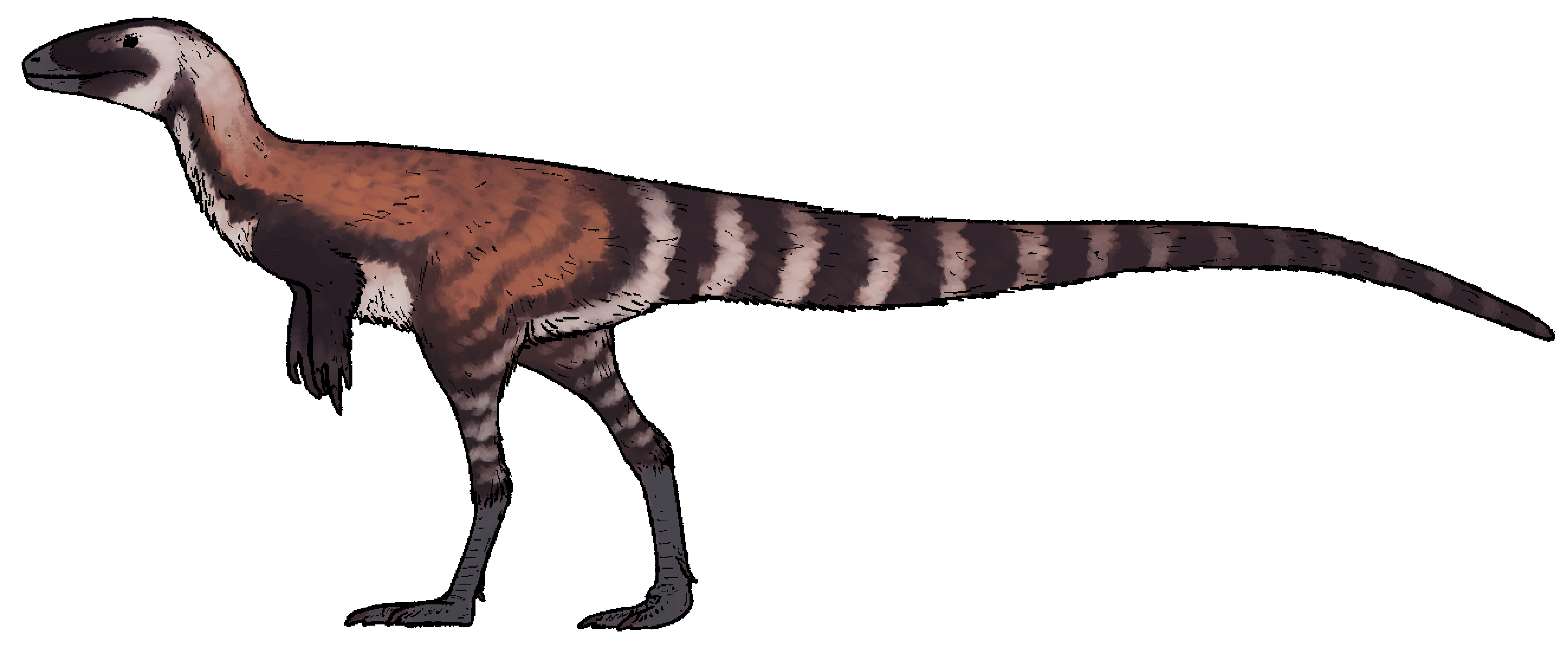
시노사우롭테릭스 표본의 보존된 멜라노좀 및 무늬색에 기반한 복원도

2010년, 장푸청과 동료들은 여러 공룡과 초기 조류의 화석화된 깃털을 조사했다. 그들은 이 표본들이 생물 색소를 저장해 현생 조류의 깃털에 색을 부여하는 세포소기관의 일종인 멜라노좀을 보존하고 있다는 증거를 발견했다. 연구진은 색의 전체 범위를 확인해 관찰한 멜라노좀 구조를 현생 조류의 것과 비교하였다. 연구된 표본 중에는 후아다노사우루스의 모식표본(당시에는 임시로 시노사우로프테릭스라고 불렸다)이 섞여 있었다. 연구진은 이 표본에서 구형의 페오멜라노좀이 존재하는 것을 관찰했는데, 이는 밤색과 적갈색 톤의 상관관계가 있어 후아다노사우루스의 일부분이 적갈색을 띠는 깃털 모양의 필라멘트로 덮여 있었음을 시사한다.

## 분류 계통
후아다노사우루스는 예로부터 콤프소그나투스과로 불리는 일부 공룡들과 닮은 점이 있다. 그러나 안드레아 카우(Andrea Cau)의 2024년 분석에 따르면 이 계통은 본래의 단계통군 단계통을 형성하지 않았으며 일부는 더 큰 견미룡류의 아성체임을 주장하였다. 이 가설에 따르면, Qiu et al. (2025)은 후아다노사우루스를 카우의 '개체 발생 상태 분할' (OSP) 계통 매트릭스와 좀 더 전통적인 '수각류 작업 집단' (TWiG) 매트릭스로 기록했다. 이 두 가지 계통 분석에서 모든 저홀 생물군 (백악기 초) 콤프소그나투스류 수각류 (Sinosauropteryx spp., 후악시아그나투스, 시노칼리옵테릭스)와 브라질의 미리스키아의 자연 집단에 대한 근거가 발견된다. OSP 매트릭스를 사용해보면 후아다노사우루스는 미리스키아속과 시노칼리옵테릭스속의 자매군으로 맞추어져 있다. 콤프소그나투스속이 이 분류군 외부에 채워져 있기 때문에, Qiu 등은 이 분류군에 '시노사우롭테릭스과'라는 명칭을 사용하기로 결정했다. 이러한 결과는 아래의 'A 위상배치'에 표시되어 있다. TWiG 매트릭스를 사용했을 때에 후아다노사우루스는 하단의 'B 위상배치'와 같이 콤프소그나투스속과 시노사우롭테릭스 모식종으로 형성된 계통군의 자매군인 것으로 밝혀졌다.